# Kosaciec trawolistny
Kosaciec trawolistny (Iris graminea L.) – gatunek roślin cebulowych i kłączowych należący do rodziny kosaćcowatych.

## Rozmieszczenie geograficzne
Naturalny zasięg występowania obejmuje Kaukaz oraz obszary południowej, południowo-wschodniej i środkowej Europy. W Polsce występował tylko na Pogórzu Cieszyńskim: na górze Tuł oraz w okolicach Brennej i Cisownicy. Stanowiska z tych okolic podawane były na przełomie XIX i XX wieku i mogły być pochodzenia synantropijnego. Później nie zostały odnalezione i gatunek ten uważa się za wymarły w Polsce.

## Morfologia

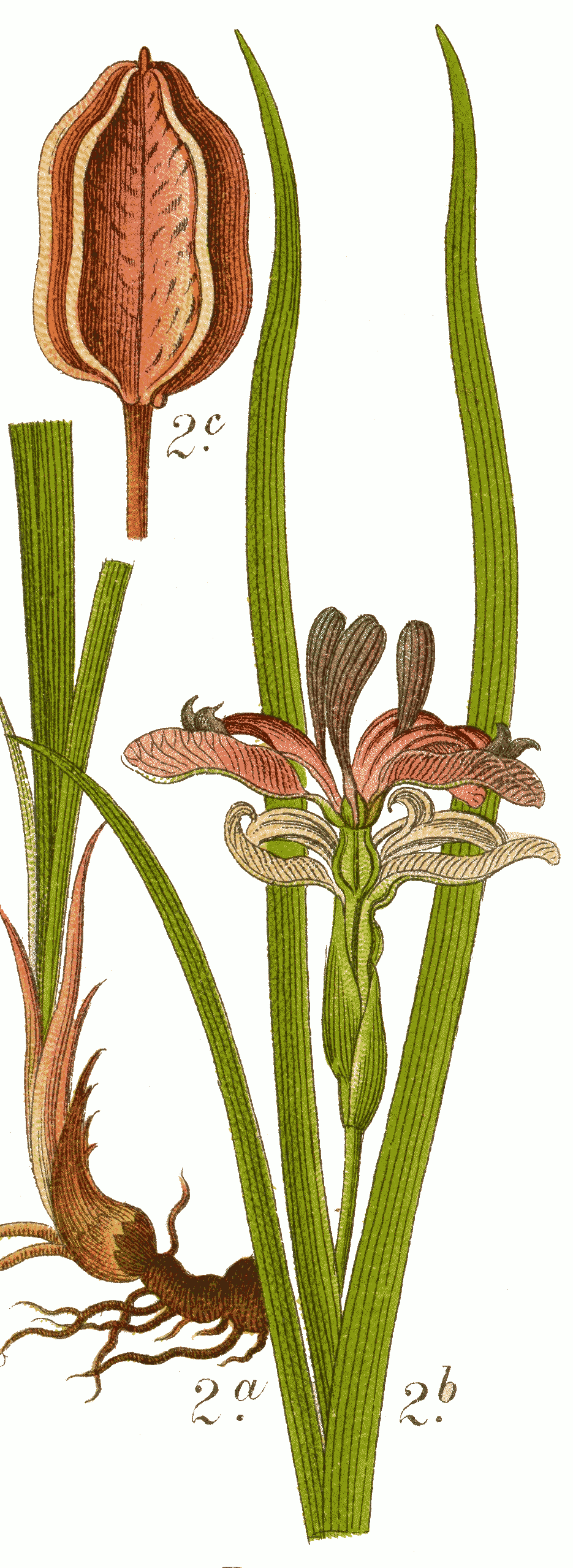
Morfologia

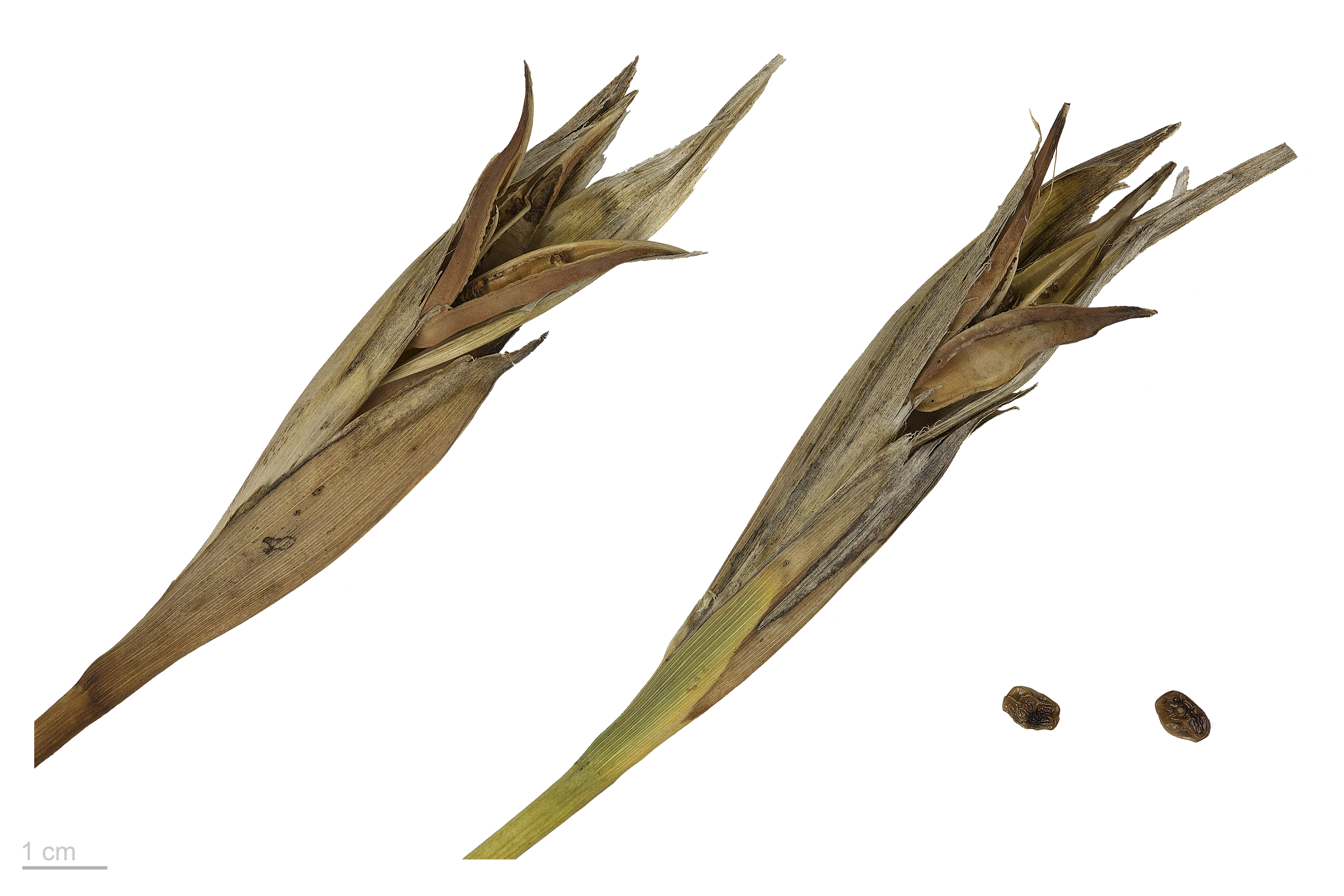
Torebka z nasionami

ŁodygaSpłaszczona, do 30 cm wysokości, wyrastająca z grubego, płożącego się kłącza.
Liście1–3 liście o szerokości do 1 cm, wyższe od łodygi.
KwiatyDwa, duże, na szypułkach. Zewnętrzne działki okwiatu jasnoliliowe, nagie, odgięte, zwężone powyżej połowy. Wewnętrzne działki okwiatu krótsze od zewnętrznych.
OwocSzerokoelipsoidalna, sześciograniasta torebka o długości 2,5–5 cm.

## Biologia i ekologia
Bylina, geofit. Rośnie w murawach, zaroślach i na łąkach. Kwitnie w maju i czerwcu. Liczba chromosomów 2n=34.

## Zagrożenia i ochrona
Kategorie zagrożenia gatunku:
- Kategoria zagrożenia w Polsce według Czerwonej listy roślin i grzybów Polski (2006)[7]: Ex (wymarły); 2016: RE (wymarły na obszarze Polski)[8].
- Kategoria zagrożenia w Polsce według Polskiej Czerwonej Księgi Roślin (2001): EW (extinct in wild, wymarły w naturze); 2014: EX (całkowicie wymarły)[9].

## Zastosowanie
Roślina często uprawiana jako roślina ozdobna. Nadaje się do wilgotnych ogrodów skalnych oraz na rabaty i obwódki. Preferuje częściowe zacienienie i wilgotną glebę. Źle znosi przesadzanie. Rozmnaża się przez podział późnym latem, po przekwitnięciu.